# Mossèn
Mossèn, Mossén, Mosén, oder Mossen (katalanisch) war die respektvolle Anrede für Ritter im spätmittelalterlichen Aragón, Katalonien und Valencia. Die Anrede wurde üblicherweise dem Titel des Prächtigen (kat. Magnífic) oder des Ehrenwerten (Honorable) vorangestellt. Anfangs war die Anrede ausschließlich den Rittern vorbehalten. Mit der Zeit war es allerdings auch Ehrenbürgern und anderen hochgestellten Personen durch Erlass des Bürgermeisters gestattet, sich mit „Mossèn“ ansprechen zu lassen. Von jener Regel ausgeschlossen waren nach wie vor Ärzte und Anwälte, für die stets die Anrede „Misser“ galt. Ab dem 16. Jahrhundert war es sporadisch auch einflussreichen Händlern und Kaufmännern erlaubt, den Titel dem eigenen Namen voranzustellen.
Im heutigen Spanien ist die Anrede nur noch unter Priestern verbreitet.